# IC 975
IC 975 је елиптична галаксија у сазвјежђу Волар која се налази на листи објеката дубоког неба у Индекс каталогу.
Деклинација објекта је + 15° 19' 7" а ректасцензија 14h 7m 8,8s. Привидна величина (магнитуда) објекта IC 975 износи 14,3 а фотографска магнитуда 15,3. IC 975 је још познат и под ознакама MCG 3-36-48, CGCG 103-72, NPM1G +15.0432, PGC 50362.